# Михайленки (Смоленская область)
Михайленки — деревня в Велижском районе Смоленской области России. Входит в состав Будницкого сельского поселения. Население — 9 жителей (2010 год). 
Расположена в северо-западной части области в 16 км к северо-западу от Велижа, в 0,5 км южнее автодороги Р133 Смоленск — Невель, на берегу реки Успол. В 100 км южнее деревни расположена железнодорожная станция Рудня на линии Смоленск — Витебск.

## История
В годы Великой Отечественной войны деревня была оккупирована гитлеровскими войсками в июле 1941 года, освобождена в сентябре 1943 года.
Освобождена в январе-марте 1942 года.